# Поздняков Макар Григорович
Мака́р Григо́рович Поздняко́в (1913, Російська імперія — ?) — український радянський державний діяч, начальник Головного управління по охороні військових і державних таємниць у пресі при РМ УРСР.

## Життєпис
Член ВКП(б).
На 1947—1948 роки — відповідальний організатор ЦК КП(б)У.
У жовтні 1951 — лютому 1953 року — заступник завідувача відділу науки і вищих учбових закладів ЦК КП(б)У.
У лютому — червні 1953 року — заступник завідувача та в.о. завідувача відділу природничих і технічних наук та вищих учбових закладів ЦК КПУ.
У червні 1953 — 1959 року — заступник завідувача відділу науки і культури ЦК КПУ.
24 вересня 1959 — січень 1964 року — начальник Головного управління по охороні військових і державних таємниць у пресі при Раді міністрів Української РСР.
У січні 1964 — жовтні 1966 року — 1-й заступник голови Комітету по пресі при Раді міністрів Української РСР (Державного комітету РМ УРСР по пресі).
У жовтні 1966 — листопаді 1978 року — начальник Головного управління по охороні державних таємниць у пресі при Раді міністрів Української РСР.
Подальша доля невідома.

## Нагороди та відзнаки
- орден Трудового Червоного Прапора (4.05.1962)
- орден «Знак Пошани» (23.01.1948)
- медалі